# Querétaro Fútbol Club Premier
El Gallos Blancos de Querétaro Premier fue un equipo filial, sin derecho a ascenso, del Querétaro Fútbol Club de la Primera División de México. Participó en el Grupo 2 de la Serie A de la Segunda División de México. Jugaba sus partidos de local en el Estadio Corregidora.

## Historia
El 25 de mayo de 2015 se anunció que los 18 equipos de Primera División tendrían un equipo filial en la Liga Premier de la Segunda División, para que los jugadores que superen los 20 años de edad y ya no puedan participar en la categoría Sub-20 se mantengan activos. Así, Querétaro fundó la filial de Segunda División llamándola "Gallos Blancos de Querétaro Premier", utilizando como base al Querétaro Fútbol Club B que participaba en la Liga Premier de Ascenso.
En 2018 la directiva del club eliminó al equipo, siguiendo el ejemplo de otros 11 clubes de Primera División que hicieron lo propio.

## Temporadas
| Apertura 2015 | 3.Segunda Serie A | 7o. Grupo II  |
| Clausura 2016 | 3.Segunda Serie A | 9o. Grupo II  |
| Apertura 2016 | 3.Segunda Serie A | 8o. Grupo II  |
| Clausura 2017 | 3.Segunda Serie A | 3o. Grupo II  |
| Apertura 2017 | 3.Segunda Serie A | 11o. Grupo II |
| Clausura 2018 | 3.Segunda Serie A | 9°. Grupo II  |